# Жданов, Алексей Митрофанович
Алексе́й Митрофа́нович Жда́нов (1917—1944) — майор Рабоче-крестьянской Красной Армии, участник Великой Отечественной войны, Герой Советского Союза (1945).

## Биография
Алексей Жданов родился 17 марта 1917 года в селе Круглое (ныне — Красненский район Белгородской области). Учился в Воронежском педагогическом институте. В 1939 году Жданов был призван на службу в Рабоче-крестьянскую Красную Армию. С июня 1941 года — на фронтах Великой Отечественной войны. К июлю 1944 года майор Алексей Жданов командовал батальоном 287-го стрелкового полка 51-й стрелковой дивизии 6-й гвардейской армии 1-го Прибалтийского фронта. Отличился во время освобождения Витебской области Белорусской ССР.
14 июля 1944 года в районе деревни Бейнары Браславского района батальон Жданова попал в окружение. Жданов организовал круговую оборону и в течение нескольких часов отбивал немецкие контратаки. В тех боях бойцы батальона уничтожили 3 вражеских танка и 2 штурмовых орудия, а также более роты немецкой пехоты. 15 июля 1944 года батальон сумел прорвать окружение, но Жданов в том бою получил смертельное ранение. Похоронен в Браславе.
Указом Президиума Верховного Совета СССР от 24 марта 1945 года майор Алексей Жданов посмертно был удостоен высокого звания Героя Советского Союза. Также был награждён орденами Ленина и Александра Невского, рядом медалей.
В честь Жданова названа школа в Браславе и в Красненском районе Белгородской области.